# La cavalletta
La cavalletta (The Grasshopper) è un film drammatico statunitense del 1970, per la regia di Jerry Paris con protagonisti Jacqueline Bisset, Jim Brown e Joseph Cotten.

## Trama
La giovane diciannovenne Christine Adams, originaria della Columbia Britannica, stanca della vita di provincia decide di partire per Los Angeles per raggiungere il suo fidanzato, Eddie Molina, che lavora come impiegato di banca e non sa del suo arrivo. Christine spera di poter costruire una famiglia con Eddie, ma dopo un breve periodo di convivenza si rende conto che questo progetto non è possibile e decide di abbandonarlo e di partire per Las Vegas. In realtà Christine è sempre insoddisfatta della sua condizione, e non possiede particolari qualità che possa mettere a disposizione per trovare un lavoro, alla fine riesce a trovare il modo di sbarcare il lunario trovando un posto da showgirl in un casino. Qui conosce Tommy Marcott, un ex giocatore di football americano di colore, che ha un ruolo di rilievo nel casino dove lavora; in realtà lo stesso Tommy è un individuo sfruttato dal casino che lo utilizza come celebrità per attirare clienti. Christine si illude di poter realizzare il suo sogno di costruire una propria famiglia con Tommy, ed i due si sposano, ma subito sorgono problemi quando Tommy picchia a sangue uno dei proprietari del casinò dopo che questi aveva cercato di sedurre con la forza Christine. Sia Tommy che Christine vengono licenziati e, temendo la vendetta del proprietario del casino, fuggono a Los Angeles.

Nonostante la fuga Tommy viene ucciso da un sicario mentre assiste ad una partita di baseball e Christine è costretta a fuggire nuovamente a Las Vegas dove trova modo di mantenersi come "accompagnatrice" per feste di lusso, in occasione delle quali conosce il facoltoso Richard Morgan che la convince a diventare la sua amante ed a seguirlo a Los Angeles. Tuttavia la relazione con il nuovo amante finisce male dal momento che Richard non ha alcuna intenzione di proseguire seriamente la relazione con Christine, che decide di riprendere una relazione con una sua vecchia fiamma, il cantante rock Jack Rigney. Anche con quest'ultimo le cose finiscono subito male, Christine scappa in auto e finisce in un piccolo aeroporto di campagna dove conosce il giovane Elroy con il quale sale su un piccolo aereo con il quale, come scena finale, il giovane scrive nel cielo la parola "Fuck You".